# Hoeilaart
Hoeilaart è un comune belga di 10 040 abitanti nelle Fiandre (Brabante Fiammingo).
Conserva i resti della trecentesca prepositura di Groenendael, casa madre di una congregazione di canonici regolari.